# Pkg-config
pkg-config — допоміжний інструмент для компіляції програмного забезпечення. Зберігає метадані встановлених бібліотек у файлах з розширенням .pс , надаючи уніфікований спосіб їх інтеграції при складанні програми. Початково був створений для Linux, але тепер доступний на Windows та macOS.

## Історія
Перший доступний реліз датується 2003 роком. Спершу був написаний James Henstridge мовою shell для Linux . Згодом Havoc Pennington переробив pkg-config на мові С. Надалі проект отримав розповсюдження на інші платформи.

## Приклади використання
Зазвичай при встановлені бібліотеки через менеджер пакунків(dnf, apt тощо) автоматично створюється відповідний .pc файл. Він містить в собі назву пакунку, версію, стислий опис та потрібні директорії для його складання, в тому числі директорії залежностей. Існує перелік директорій, в яких ці файли мають зберігатися, вони описані офіційною документацією pkg-config.

Приклад .pc файлу для libpng:
```
prefix
=
/usr/local

exec_prefix
=
${
prefix
}

libdir
=
${
exec_prefix
}
/lib

includedir
=
${
exec_prefix
}
/include

 

Name
:
 
libpng

Description
:
 
Loads
 
and
 
saves
 
PNG
 
files

Version
:
 
1.2.8

Libs
:
 
-L
${
libdir
}
 
-lpng12
 
-lz

Cflags
:
 
-I
${
includedir
}
/libpng12

```

Приклад складання програми з gcc та pkg-config:
```
$
 
gcc
 
-o
 
test
 
test.c
 
$(
pkg-config
 
--libs
 
--cflags
 
libpng
)

```

## CMake
pkg-config також підтримується та використовується в сценаріях складання CMake.